# Xavier Daufresne
Xavier Daufresne (nacido el 24 de diciembre de 1968) es un tenista profesional belga. Su mejor ranking individual fue el N.º 109 alcanzado el 21 de marzo de 1994.